# Ophiomusium rugosum
Ophiomusium rugosum is een slangster uit de familie Ophiolepididae.
De wetenschappelijke naam van de soort werd in 1914 gepubliceerd door René Koehler.